# Романовка (Зубово-Полянський район)
Рома́новка (рос. Романовка, ерз. Романовка) — селище у складі Зубово-Полянського району Мордовії, Росія. Входить до складу Анаєвського сільського поселення.
Населення — 4 особи (2010; 8 у 2002).
Національний склад (станом на 2002 рік):
- мордва — 100 %